# Gustav von Kahr
Gustav Ritter von Kahr (Weißenburg in Bayern, 29 novembre 1862 – Dachau, 30 giugno 1934) è stato un politico e avvocato tedesco, esponente del Partito Popolare Bavarese ed oppositore del putsch di Monaco organizzato nel 1923 da Adolf Hitler.

## Biografia

### Primi anni e carriera politica
Dopo aver studiato Giurisprudenza ed aver lavorato per qualche tempo come avvocato, nel 1917 entra nel governo provinciale dell'Alta Baviera poco prima dello scoppio della rivoluzione tedesca del 1918. Il 14 marzo 1920, sostenuto dall'esercito, viene nominato primo ministro della Baviera al posto di Johannes Hoffmann, dimessosi a seguito del tentativo di colpo di Stato a Berlino organizzato da Wolfgang Kapp.
In quei mesi la situazione in Baviera continuava ad essere critica: il tentativo di rivoluzione comunista che l'anno prima aveva portato alla proclamazione della Repubblica Sovietica Bavarese aveva lasciato il segno nelle classi medie della regione che temevano una nuova insurrezione bolscevica. Kahr chiese l'aiuto dell'esercito per reprimere il comunismo e non esitò a servirsi delle organizzazioni paramilitari ultra-nazionaliste che in quegli anni proliferavano in Germania. Il 1º settembre 1921 il governo della repubblica di Weimar approvò un decreto per mettere al bando le organizzazioni estremiste di destra e Kahr si dimise. Nel settembre 1923, a seguito di nuove violenze e sommosse, il primo ministro bavarese Eugen von Knilling dichiarò la legge marziale e nominò Kahr Commissario di Stato (in tedesco Staatskommissar) con poteri dittatoriali.

### Il putsch di Monaco
Poco dopo, il generale Erich Ludendorff ed il leader del partito nazista Adolf Hitler - che intendevano emulare la marcia su Roma di Mussolini - cercarono l'appoggio di Kahr per prendere il potere a Monaco. Kahr si oppose, ma l'8 novembre 1923 Hitler, determinato a proseguire nel suo tentativo di colpo di Stato, organizzò un putsch nella birreria Bürgerbräukeller, dove Kahr stava tenendo un discorso. Hitler irruppe nella birreria alla testa di un gruppo di SA (la milizia paramilitare del partito nazista) e, annunciando la proclamazione di un nuovo governo, chiese il sostegno di Kahr. Ancora una volta Kahr si oppose, e il giorno dopo la polizia disperse i manifestanti, facendo arrestare i leader del tentato putsch, tra cui Hitler.

### La morte
Oltre 10 anni dopo, il 30 giugno 1934, durante la cosiddetta notte dei lunghi coltelli, Kahr pagherà con la vita la sua decisione. Arrestato a Monaco, venne ucciso da alcune SS e il suo corpo fu gettato in una palude nei pressi di Dachau.